# Final Fantasy XII: Original Soundtrack
Final Fantasy XII: Original Soundtrack è la colonna sonora del videogioco Final Fantasy XII, prodotto da Hitoshi Sakimoto per PlayStation 2. L'album contiene le tracce musicali del gioco, composte da Hitoshi Sakimoto, Hayato Matsuo, Masaharu Iwata, Nobuo Uematsu, Angela Aki, Taro Hakase e Yuji Toriyama e arrangiate da Hitoshi Sakimoto, Hayato Matsuo, Masaharu Iwata, Kenichiro Fukui, Yuji Toriyama e Robin Smith. Il rilascio è avvenuto il 31 maggio, 2006, in Giappone, da Aniplex.

## Tracce
I brani contrassegnati dall'asterisco non sono presenti nel gioco.

### CD 1 (73:35)
1. "Loop Demo"
2. "FINAL FANTASY ~FFXII Version~"
3. "Opening Movie" ("Theme of FINAL FANTASY XII")
4. "Infiltration"
5. "Boss Battle"
6. "Auditory Hallucination"
7. "Secret Practice"
8. "A Small Happiness" (*)
9. "The Royal City of Rabanastre" / "City Ward Upper Level"
10. "Penelo's Theme"
11. "The Dream to be a Sky Pirate"
12. "Little Rascal"
13. "The Dalmasca Eastersand"
14. "Level Up!"
15. "Naivety"
16. "Coexistence" (Imperial Version)
17. "Signs of Change"
18. "Mission Start" (*)
19. "Rabanastre Downtown"
20. "Mission Failed" (*)
21. "Quiet Determination"
22. "The Dalmasca Westersand"
23. "Clan Headquarters"
24. "A Small Bargain" (*)
25. "Giza Plains"
26. "Parting with Penelo"
27. "The Garamsythe Waterway"
28. "An Omen"
29. "Rebellion"
30. "Nalbina Fortress Town Ward"

### CD 2 (73:33)
1. "The Princess' Vision"
2. "Clash of Swords"
3. "Victory Fanfare ~FFXII Version~"
4. "Abyss"
5. "Dark Clouds" (Imperial Version)
6. "A Promise with Balflear"
7. "Game Over"
8. "Nalbina Fortress Underground Prison"
9. "The Barbarians"
10. "Battle Drum"
11. "Theme of the Empire"
12. "Chocobo FFXII Arrange Ver.1" (*)
13. "The Barheim Passage"
14. "Sorrow" (Liberation Army Version)
15. "Basch's Reminiscence"
16. "Coexistence" (Liberation Army Version)
17. "The Skycity of Bhujerba"
18. "Secret of Nethicite"
19. "Dark Night" (Imperial Version)
20. "A Speechless Battle"
21. "The Dreadnought Leviathan Bridge"
22. "Challenging the Empire"
23. "State of Emergency"
24. "Upheaval" (Imperial Version)
25. "The Tomb of Raithwall"

### CD 3 (73:32)
1. "The Sandsea"
2. "Esper Battle"
3. "Sorrow" (Imperial Version)
4. "Seeking Power"
5. "Deseperate Fight"
6. "Jahara, Land of the Garif"
7. "Ozmone Plain"
8. "The Golmore Jungle"
9. "Eruyt Village"
10. "You're Really a Child..."
11. "Chocobo ~FFXII Version~"
12. "An Imminent Threat"
13. "Clash on the Big Bridge ~FFXII Version~"
14. "Abandoning Power"
15. "The Stillshrine of Miriam"
16. "Time for a Rest"
17. "White Room"
18. "The Salikawood"
19. "The Phon Coast"
20. "Destiny"
21. "The Sochen Cave Palace"
22. "A Moment's Rest"
23. "Near the Water"
24. "The Mosphoran Highwaste"

### CD 4 (73:52)
1. "The Cerobi Steppe"
2. "Esper"
3. "The Port of Balfonheim"
4. "Nap"
5. "The Zertinan Caverns"
6. "A Land of Memories"
7. "The Forgotten Capital"
8. "The Feywood"
9. "Ashe's Theme"
10. "Giruvegan's Mystery"
11. "To the Place of the Gods"
12. "The Beginning of the End"
13. "To the Peak"
14. "The Sky Fortress Bahamut"
15. "Shaking Bahamut"
16. "The Battle for Freedom"
17. "The End of the Battle"
18. "Ending Movie"
19. "Kiss Me Good-Bye" -featured in FINAL FANTASY XII-
20. "Symphonic Poem "Hope" ~FINAL FANTASY XII PV ver.~"
21. "Theme of FINAL FANTASY XII" (Presentation Version) (*)